# أكاديمية العلوم والفنون لشمال الراين وستفاليا
أكاديمية العلوم والفنون لشمال الراين - وستفاليا (بالإنجليزية: North Rhine-Westphalian Academy of Sciences, Humanities and the Arts)‏ هي أكاديمية علوم، تأسست في 1969، في ألمانيا، وهي عضوة في Union of German Academies of Sciences and Humanities ‏.